# Direkcionalita

Orientace RNA: 5'→3' ukazuje orientaci cukr-fosfátové kostry, čísla označují pozici uhlíku: Na pozici 5' je navázaný fosfát, na pozici 3' je propojení ribonukleotid propojen s dalším ribonukleotidem přes svou 3' OH skupinu.

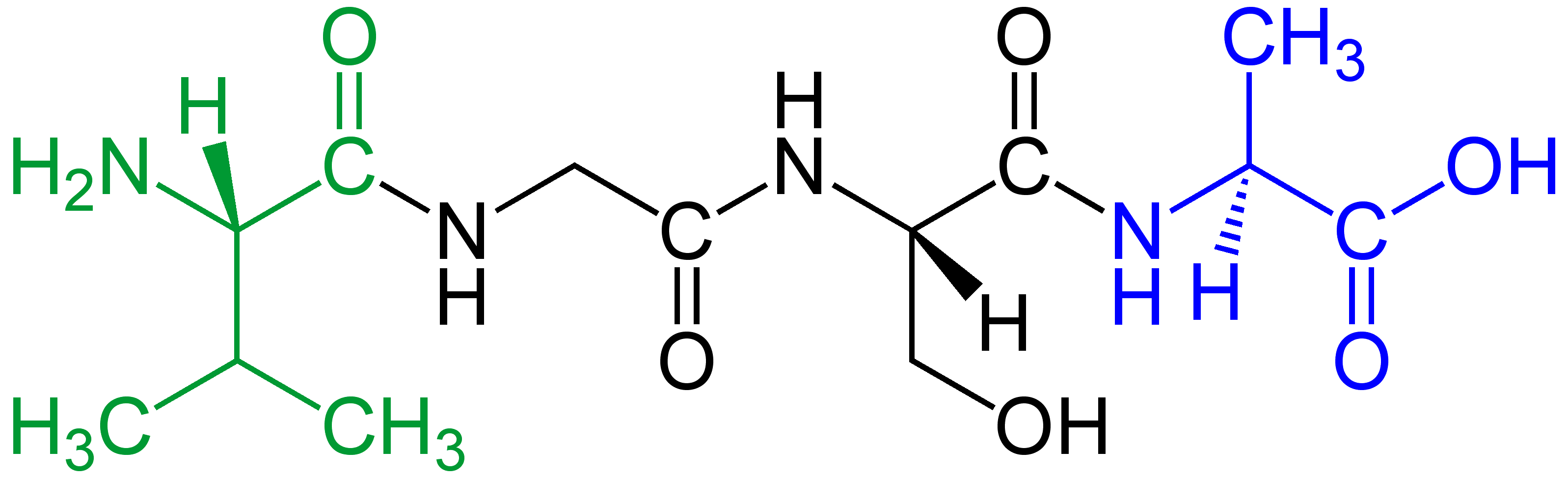
Tetrapeptid (Val-Gly-Ser-Ala) se zeleně označenou N-koncovou aminokyselinou (L-valin) a modře označenou C-koncovou aminokyselinou (L-alanin)

Molekuly nukleových kyselin (DNA, RNA) i bílkovin jsou tzv. direkcionalizované, což znamená, že se v jejich chemické struktuře vyskytuje směrovitost od jednoho konce biopolymeru k druhému. Je to důsledek průběhu biosyntézy obou typů biomolekul. U bílkovin (a peptidů obecně) se vlákno orientuje od N-konce na jedné straně k C-konci na straně opačné. U DNA a RNA směřuje jejich cukr-fosfátová kostra od 5' konce k 3' konci. 5' a 3' jsou čísla označující uhlíkové pozice na cyklické molekuly ribózy či deoxyribózy, na něž jsou upevněny fosfátové skupiny.
Směrovanost biopolymerů má své funkční důsledky. Například jiné proteázy rozkládají bílkovinu od jejího C-konce (karboxypeptidázy), jiné od N-konce (aminopeptidázy). Replikace DNA probíhá ve směru 5'→3', stejně tak transkribovaná RNA přirůstá na svém 3' konci a je tedy syntetizována 5'→3'. Byla navržena hypotéza, proč je DNA polymeráza při replikaci schopna přidávat nukleotidy pouze na 3' konec deoxyribózy: v opačném případě by zřejmě byla znemožněna (5'→3') opravná aktivita, protože by po odstranění chybného nukleotidu na 5' konci nezbývala žádná vysokoenergetická „makroergní vazba“.